# Делфи (ТВ серија)
Делфи (шп. Delfy y sus Amigos) је шпанска анимирана серија за децу коју је 1992. године продуцирао D'ocon Films. 

## Радња
Складан живот на дубини мора почиње да ремети сазнање да су неке животиње ловљене скоро до истрепљења. Спреман да се супростави таквој ситуацији, наш јунак Делфи, заједно са пријатељима започиње путовање око света у покушају да спречи оне које угоржавају њихово постојање.